# Dvanajstnik
Dvanajstnik ali dvanajsternik  (latinsko duodenum) je prvi in najkrajši odsek tankega črevesa, ki leži neposredno za vratarjem. Vratar je obdan s sfinktrom, ki loči želodec od dvanajstnika. Pri človeku je dolg okoli 30 cm, kar ustreza dvanajstim palcem, po čemer je dobil tudi ime. V navzdolnjem delu dvanajstniku se končujeta žolčno in pankreatično izvodilo (ductus hepaticopancreaticus). In sicer se izvodilo odpira v veliko odprtino (papilla duodeni major). Skozenj se izločajo prebavni encimi trebušne slinavke in žolčne kisline. V nekaterih primerih pa obstaja še pomožno izvodilo trebušne slinavke (ductus pancreaticus accesorius). 

## Zgradba
Anatomsko delimo dvanajstnik na 4 dele:
- Začetni del se imenuje zgornji (superiorni) del. Začne se za vratarjem (pilorusom). Začetni del dvanajstnika se razširi v bulbus. Poteka na višini vretenca L1 (prvo lumbalno oz. ledveno vretence) vse do žolčnika. Zgornji del se konča z zgornjo duodenalno fleksuro (flexura duodenalis superior).
- Za njo se začne navzdolnji (descendentni) del dvanajstnika, ki se znova obrne v spodnji duodenalni fleksuri. Poteka desno od aorte in spodnje votle vene (vena cava inferior) od vretenca L1 do L2.
- Navzdolnji del prehaja v vodoravnega, ki poteka horizontalno na levo mimo spodnje votle vene in aorte. Tu pa ga križata tudi zgornja mezenterična arterija in vena (arteria/vena mesenterica superior).
- Sledi navzgornji (ascendentni) del, ki poteka mimo spodnjega dela telesa trebušne slinavke. Z duodenojejunalno fleksuro se dvanajstnik konča in prehaja v tešče črevo (jejunum). Fleksuro podpira Treitzov ligament. Vlakna zanj prihajao iz trebušne prepone (diafragme) in so iz skeletne mišičnine, ter iz 3. ter 4. dela dvanajstnika. Ta so iz gladke mišičnine.

Dvanajstnik leži v trebušni votlini delno retroperitonealno. To pomeni, da ležita zgornji ter navzgornji del intraperitonealno in sta mobilna, navzdoljni ter vodoravni pa retroperitonealno in sta nemobilna.

## Zgradba prebavne stene
Prebavna cev dvanajstnika je iz štirih plasti:
- sluznice,
- podsluznice,
- mišične plasti,
- serozne plasti.

Posebnost so Brunnerjeve žleze, ki se nahajajo v podsluznici. Izločajo urogastrin in nevtralni mucin. Urogastrin, polipeptidni hormon zavira izločanje solne kisline, nevtralni mucin pa nevtralizira kislo želodčno kašo, ki pride iz piloričnega dela želodca.
V dvanajstniku se absorbirajo aminokisline, maščobe, ogljikovi hidrati, kalcij in železo.

## Arterijska preskrba
Glava trebušne slinavke (caput pancreas) in dvanajstnik dobivata arterijsko kri iz istih arterij. Zgornji del dvanajstnika prehranjujeta arteria pancreaticoduodenalis superior anterior/posterior in izvirata iz arterie gastroduodenalis. 
Spodnji del pa prehranjujeta arteria pancreaticoduodenalis inferior anterior/posterior, ki ju daje arteria mesenterica superior. Ker arterije med seboj anastomozirajo je to hkrati povezava med trunkus celiakusom (a.gastroduodenalis) in zgornjo mezenterično arterijo. 

## Preiskave
Dvanajstnik običajno preiskujejo z endoskopom in hkrati odvzamejo tudi vzorec tkiva. Omenjena preiskava se imenuje duodenoskopija. Navadno obenem preiščejo še želodec (gastroduodenoskopija) ali tešče črevo (duodenojejunoskopija).

## Bolezni
- zlasti pogosta je razjeda dvanajstnika (duodenalni ulkus); tekom življenja se pojavi pri okoli dveh odstotkih populacije
- divertikel dvanajstnika
- rak na dvanajstniku
- vnetje dvanajstnika (duodenitis)
- duodenalna atrezija